# Benjamin Kogo
Benjamin Kipkurgat Arap Kogo (Arwos, 30 novembre 1944 – 20 gennaio 2022) è stato un siepista keniota, vincitore della medaglia d'argento ai Giochi olimpici di Città del Messico 1968.

## Biografia
Ha vinto la medaglia d'argento ai Giochi olimpici di Città del Messico 1968, giungendo secondo alle spalle del suo connazionale Amos Biwott.
Precedentemente, aveva partecipato nella stessa gara anche ai Giochi olimpici di Tokyo 1964, non riuscendo a qualificarsi per la finale.
Sempre nei 3000 metri siepi, ha vinto la medaglia d'oro alla prima edizione dei Giochi panafricani tenutisi nel 1965 a Brazzaville e la medaglia di bronzo ai Giochi dell'Impero e del Commonwealth Britannico del 1966 tenutisi a Kingston.